# Theuerstadt
Theuerstadt ist ein Stadtteil der kreisfreien Stadt Bamberg im bayerischen Regierungsbezirk Oberfranken.

## Lage
Theuerstadt liegt östlich des Stadtzentrums von Bamberg zwischen dem Main-Donau-Kanal im Westen und der östlich verlaufenden Bahnstrecke Nürnberg–Bamberg. Der Stadtteil umfasst den Bereich Untere Gärtnerei und nordöstliche Stadterweiterung, den Bereich Obere Gärtnerei und östliche Stadterweiterung und den Bereich Wunderburg und südöstliche Stadterweiterung.

## Baudenkmäler in Theuerstadt
Für Theuerstadt sind in der Liste der Baudenkmäler in Bamberg insgesamt 396 Baudenkmäler aufgeführt. Dabei sind es
- für den Bereich Untere Gärtnerei und nordöstliche Stadterweiterung 174 BDMs,
- für den Bereich Obere Gärtnerei und östliche Stadterweiterung 176 BDMs und
- für den Bereich Wunderburg und südöstliche Stadterweiterung 46 BDMs.